# Schefflera blancoi
Schefflera blancoi är en araliaväxtart som beskrevs av Elmer Drew Merrill. Schefflera blancoi ingår i släktet Schefflera och familjen araliaväxter.
Artens utbredningsområde är Filippinerna. Inga underarter finns listade.